# Poecilotheria tigrinawesseli
Poecilotheria tigrinawesseli is een spinnensoort in de taxonomische indeling van de vogelspinnen (Theraphosidae).
Het dier behoort tot het geslacht Poecilotheria. De wetenschappelijke naam van de soort werd voor het eerst geldig gepubliceerd in 2006 door Smith.
De spin komt voor in India. Op de Rode Lijst van de IUCN staat hij vermeld als onzeker vanwege onvoldoende informatie.